# Норшинці-при-Лютомеру
Норшинці-при-Лютомеру (словен. Noršinci pri Ljutomeru) — поселення в общині Лютомер, Помурський регіон, Словенія. Висота над рівнем моря: 177 м.